# Imidazolidine
Imidazolidine is een heterocyclische organische verbinding met als brutoformule C3H8N2. De structuur bestaat uit een cyclopentaanmolecule, waarbij 2 koolstofatomen zijn vervangen door stikstofatomen.